# 매괴여자중학교
매괴여자중학교(玫瑰女子中學校)는 대한민국 충청북도 음성군 감곡면 왕장리에 있는 사립 중학교이다.

## 학교 연혁
- 1907년 : 매괴학당 개교(설립자 감곡성당 임가밀로 신부)
- 1966년 3월 11일 : 매괴여자중학교 설립인가(6학급)
- 1966년 3월 14일 : 매괴여자중학교 제1회 입학식 거행(128명 입학)
- 1966년 4월 16일 : 매괴여자중학교 개교식
- 1966년 11월 28일 : 학교법인 청주가톨릭학원 설립인가
- 1966년 11월 28일 : 제1대 이사장 파지 주교(Most Rev. James V. Pardy) 취임
- 1999년 8월 17일 : 제3대 이사장 장봉훈(가브리엘) 주교 취임
- 2005년 11월 25일 : 매괴여자중 ․ 고등학교 신축교사 준공
- 2011년 8월 19일 : ICT 첨단교실(1실) 준공
- 2014년 2월 3일 : 수학교과교실(3실), 영어교과교실(1실) 준공
- 2017년 3월 2일 : 행복씨앗학교 운영(1차)
- 2024년 1월 12일 : 매괴여자중학교 제56회 37명 졸업(총 5,595명)
- 2024년 3월 4일 : 제11대 한필수(필레몬) 신부 취임
- 2024년 3월 4일 : 매괴여자중학교 입학(21명)

## 참고 자료
- 매괴여자중학교 - 한국교육학술정보원 학교알리미